# Bruno Arrigoni
Bruno Arrigoni (Milano, 30 ottobre 1945) è un ex cestista, allenatore di pallacanestro e dirigente sportivo italiano.

## Carriera

### Allenatore
Giocatore delle serie minori, fa il suo esordio da allenatore nella squadra in cui militava, la Società Canottieri Milano in serie D, alla fine degli anni sessanta. Nel 1969 viene chiamato alla Simmenthal Milano per allenare nel settore giovanile, conquistando per tre anni consecutivi il campionato nazionale di categoria. Con l'allontanamento di Sandro Gamba da Milano, Arrigoni segue l'allenatore alla Pallacanestro Varese, come suo vice in prima squadra, rimanendovi tre anni. In quel periodo con la Ignis Varese conquista due scudetti, una Coppa dei campioni e una Coppa Intercontinentale. Chiamato ad allenare la Celana Basket Bergamo in A2 nel 1977, vi rimane un anno.
L'esperienza successiva è nella pallacanestro femminile, guidando sia la Nazionale che la Fiat di Torino, dove conquisterà due scudetti consecutivi e una Coppa dei campioni.
Agli inizi degli anni ottanta, avendo chiuso il settore agonistico della Sisport, si dedica esclusivamente ad allenare in ambito della FIP. Nel 1981 lascia il ruolo di commissario tecnico a Vittorio Tracuzzi, e l'anno successivo è a Verona dove conduce la Scaligera Basket Verona dalla Serie B alla A2. Negli anni successivi presta i suoi servizi a varie squadre italiane, fino al 1990, quando viene nominato viceallenatore della Pallacanestro Cantù. Vi rimane sei anni per poi rientrare a Varese come secondo di Edoardo Rusconi. Nel 1997 accetta la proposta della Fortitudo Bologna di assumere il ruolo di dirigente preposto allo scouting.

### Dirigente
Dal giugno 2013 al giugno 2015 è stato il direttore sportivo della Virtus Bologna; in precedenza aveva ricoperto lo stesso incarico alla Pallacanestro Cantù, società nella quale ha trascorso in totale 21 anni di carriera
Il 24 giugno 2015 diventa il nuovo general manager della Pallacanestro Varese, rimanendo però solo una stagione.
Il 13 marzo 2019, Arrigoni torna alla Pallacanestro Cantù come consulente esterno.